# Lúdvig Àlbrekht
Lúdvig Kàrlovitx Àlbrekht, rus: Людвиг Карлович Альбрехт, alemany: Ludwig Albrecht, (Sant Petersburg, Rússia, 27 de maig de 1844 - Saràtov, Russia, 1899), fou un violoncel·lista i compositor rus.
Se sap molt poc d'aquest compositor. Fou professor de solfeig al Conservatori de Moscou, on entre els seus alumnes tingué a Emanuïl Manòlov (1858-1902).
Era fill del músic Кarl Fràntsevitx Àlbrekht (1807-1863) i germà de Ievgueni (1842-1894) i Konstantín (1836-1893)

## Obres
- Elegie in F minor per a piano i violoncel (1884),
- Romance, per a violí o violoncel i piano dedicat a Marie Théophile Tchaplinska (1900),
- Violoncellschule, per a violoncel (1900).